# Fußballnationalmannschaft der Vereinigten Arabischen Emirate (Frauen)
Die Frauenfußballnationalmannschaft der Vereinigten Arabischen Emirate ist eine Auswahlmannschaft der United Arab Emirates Football Association, die die Vereinigten Arabischen Emirate auf internationaler Ebene bei Frauen-Länderspielen vertritt.

## Geschichte
Im September 2009 gab es erste Planungen zur Gründung einer Frauen-Mannschaft, diese betrat schließlich bei der Westasienmeisterschaft 2010 im eigenen Land erstmals das Feld. In der Gruppe B ging es am 20. Februar als erstes gegen Palästina, welche mit 4:2 geschlagen werden konnten. Das nächste Spiel gegen Kuwait beendete das Team schließlich sogar mit einem 7:0-Sieg, womit die Mannschaft ins Halbfinale einzog. Hier traf man auf die Auswahl von Bahrain und konnte nach einem 4:0 ins Finale einziehen, dort gelang es den bisherigen Titelverteidiger Jordanien mit 1:0 zu schlagen und damit das Turnier zu gewinnen. Die nächste Austragung des Turniers fand dann schon ein Jahr später im Oktober erneut in den Vereinigten Arabischen Emiraten statt. Erneut ging es in Gruppe B wo Syrien mit 6:0 und der Libanon mit 5:0 besiegt werden konnten, die erste Niederlage für das Team setzte es am 6. Oktober bei einer 1:4-Niederlage gegen den Iran. Trotzdem der Niederlage zog die Mannschaft ins Halbfinale ein, wo es dann wieder einmal gegen den Bahrain ging, ebenfalls ging die Begegnung mit 4:0 positiv für das Team aus. Im Finale ging es diesmal gegen den Iran, gegen den man im Turnier die einzige Niederlage verzeichnen musste. Nach einem 2:2 in der regulären Spielzeit wurde ein Elfmeterschießen nötig, welches die Mannschaft schließlich mit 6:5 gewinnen konnte und somit das zweite Mal den Titel erlangte.
Bei der nächsten Ausgabe im Jahr 2014 trat die Mannschaft erst einmal nicht wieder an. Es folgten in den nächsten paar Jahren erst einmal nur Freundschaftsspiele. Erstmals nahm die Mannschaft aber im April 2017 an der Qualifikation für die Asienmeisterschaft 2018 teil. Bei dem Turnier in Tadschikistan gelang es der Mannschaft sich mit sieben Punkten auf dem vierten Platz zu positionieren, dies sollte jedoch nicht für die Qualifikation zur Endrunde reichen. Auch bei dem Qualifikationsturnier für die Olympischen Spiele 2020 wollte die Mannschaft teilnehmen, nachdem das Team in Gruppe B gezogen wurde, zog man sich jedoch wieder zurück. Bei der Westasienmeisterschaft 2019 in Bahrain nahm die Mannschaft dann wieder einmal am Wettbewerb teil. Mit lediglich zwei Punkten schloss die Mannschaft in einem reduzierten Teilnehmerfeld jedoch deutlich schlechter ab, als bei den vorherigen beiden Auftritten und positionierte sich auf dem fünften und damit vorletzten Platz.

## Turniere

### Weltmeisterschaft
- 1991 bis 2015: Nicht teilgenommen
- 2019 bis 2027: Nicht qualifiziert

### Asienmeisterschaft
- 1975 bis 2014: Nicht teilgenommen
- 2018 bis 2026: Nicht qualifiziert

### Westasienmeisterschaft
- 2005 bis 2007: Nicht teilgenommen
- 2010: Sieger
- 2011: Sieger
- 2014: Nicht teilgenommen
- 2019: Vierter Platz
- 2022: Zurückgezogen
- 2024: Nicht teilgenommen